# Délka slunečního svitu
Délka slunečního svitu ukazuje počet hodin za měsíc, den nebo rok, kdy sluneční paprsky přímo dopadají na zemský povrch. Jak dlouho bude Slunce svítit, záleží na délce dne v daném místě a množství oblačnosti. Doba slunečního osvitu se měří heliografem (slunoměrem). Trvání slunečního svitu patří k zákl. klimatickým prvkům.

## Druhy heliografů
- Marvinův slunoměr: zaznamenává sluneční záření pomocí registračního kontaktního elektrického teploměru
- Jordanův slunoměr: heliograf (měřicí přístroj) exponuje sluneční paprsky na speciální fotografický papír
- Campbellův-Stokesův slunoměr: využívá slunečních paprsků soustředěných koulí, v jejímž středu je umístěn papírový registrační pásek, pokud není slunce zastíněno oblaky

## Význam měření slunečního svitu
Sluneční svit se využívá například ve fotovoltaice nebo v předpovědích počasí. Data o slunečním svitu se hojně využívají i v klimatologii nebo agrometeorologii. Sluneční svit je využíván i při pěstování zemědělských plodin.